# 陳善渝
陳善渝（英語：Odilia Chan，1991年2月26日—），原名陳康琪，香港女歌手，女子組合BINGO成員。2021年8月加入TVB。

## 簡歷
陳康琪早年就讀天神嘉諾撒學校（2003年小六）及青年會書院，畢業於香港兆基創意書院，主修多媒體表演藝術。加入樂壇前，她曾學習芭蕾舞13年而成為專業舞蹈員，曾任鄭伊健、譚詠麟、徐小鳳等人的伴舞，另有鋼琴演奏級資格。
2016年，她加入天盟娛樂，成為旗下組合BINGO的成員。2019年，在ViuTV節目《對不起 標籤你 II》中扮演大胸女郎到街頭測試途人反應。
2021年，她參加了無綫電視的節目《盛．舞者》，引起了關注。

## 音樂作品

### 單曲MV
- 2015：《環球聖誕》——BINGO
- 2016：《CRUSH ON YOU》——BINGO
- 2017：《好好愛》——BINGO
- 2017：《HURT ME BOY》——BINGO
- 2018：《I KNOW WHAT YOU BOY》——BINGO
- 2019：《後街女孩》——BINGO

## 演出

### 電視節目／網絡節目
好娛樂台
- 2016年：好娛樂台《勁歌主場秀》 主持

ViuTV
- 2019年：《對不起 標籤你II》飾標籤者
- 2019年：《晚吹－啪啪Partner》演出
- 2020年：《鬼同妳上位》參賽者
- 2020年：《全民造星III》參賽者

無綫電視
- 2021年：《盛·舞者》參賽者
- 2023年：《香港同胞慶祝中華人民共和國成立七十四周年文藝晚會》[3]

### 電影／網絡電影／微電影
- 2018年：愛奇藝電影《穿越愛情綫》飾阿琪
- 2019年：音樂微電影《傾城虐戀》第六屆 微電影「創+作」支援計劃（音樂篇） 飾 ODILIA
- 2019年：網絡電影《星座神偷》飾阿琪（未上映）
- 2024年：《查無此人》飾 June

### 電視劇
無綫電視
- 2020年：《法證先鋒IV》飾婚紗模特兒（第28集）
- 2021年：《逆天奇案》飾電競隊員（第17集）
- 2022年至今：《愛·回家之開心速遞》飾 化妝師（第1564集）、美琪（第1971集）
- 2023年：《法言人》飾 Chill Star女職員（第21-22集）
- 2023年：《靈戲逼人》飾 虹（第14、18集）
- 2023年：《寵愛Pet Pet》飾 客人（第14集）
- 2023年：《你好，我的大夫》飾 孫娜娜
- 2024年：《飛常日誌》飾 空中服務員（第2集）
- 2024年：《法證先鋒6 倖存者的救贖》飾 藍茵（Jackie）

### 音樂錄像演出MV
- 2011年：ToNick（MastaMic客串）- 《善忘哥》
- 2017年：雷深如 - 《無神論》

### 雜誌／電視／平面廣告拍攝
- 2014年：匯豐 Digital 反應家族 唔帶錢出街 廣告
- 2014年：匯豐 Digital 反應家族 唱咗錢未 廣告
- 2014年：匯豐 Digital 反應家族 乜都唔記得 廣告
- 2014年：匯豐 Digital 全然信任 與生活同行 廣告
- 2014年：AXA安盛 安心醫療計劃 廣告
- 2014年：Olympus Fillens「myfirst exhibition」廣告
- 2015年：新假期旅遊 $6,499！暑假出發 歎 郵輪 遊中日韓
- 2015年：永安旅遊『熊』動登場
- 2016年：DBS compass visa x Tony Jaa 廣告
- 2017年：大溪地航空旅遊宣傳片
- 2018年：DR.PAW PAW 英國萬用木瓜霜
- 2019年：DOXA x Dorian Ho Love Quartet - The Pulse（愛情四部曲：首部曲）
- 2019年：DOXA x Dorian Ho Love Quartet - Tie the Knot（愛情四部曲：二部曲）
- 2019年：DOXA x Dorian Ho Love Quartet - Earlymoon（愛情四部曲：三部曲）
- 2019年：DOXA x Dorian Ho Love Quartet - Tux and Gown（愛情四部曲：四部曲）
- 2020年：Dorina 內衣 YouTube Channel 廣告
- 2020年：SKYN 安全套 日本人氣之選 情人節小獻 廣告

## 外部連結
- 陳善渝的Facebook專頁
- 陳善渝的Instagram帳戶
- 陳善渝的新浪微博